# ダーバン市街地コース
座標: 南緯29度50分17.96秒 東経31度2分3.77秒 / 南緯29.8383222度 東経31.0343806度
ダーバン市街地コース（英語: Durban street circuit）は南アフリカ共和国・クワズール・ナタール州ダーバンの公道コース。

## イベント
A1グランプリ
ダーバン市街地コースはA1グランプリの2006年1月29日に第7戦目として2005-06シーズン、2007年2月24日に第8戦目として2006-07シーズン、2008年2月24日に第7戦目として2007-08シーズンの全3回レース開催されていた。2006年に開催されたA1グランプリが1993年のフォーミュラ1南アフリカグランプリ以来の国際的な自動車レースだった。
2008年7月21日、A1グランプリの南アフリカでのレースにおいてはキャラミがダーバン市街地コースの代わりに2008-09シーズン開催することが発表された。
FIA GT1選手権
2010年の第8戦目としてA1グランプリのコースレイアウトでFIA GT1選手権の開催予定がなされていたが、2010年FIFAワールドカップを開催するにあたってA1グランプリで使用されていたコースの一部が使用できなくなったために、新たにコースレイアウトの変更を余儀なくされ、その関係からFIA 世界モータースポーツ評議会に承認を得る時間が無くなったために2011年に延期された。

## 結果
A1グランプリ
| シーズン  | スプリント・レースの勝者   | フィーチャー・レースの勝者 |
| --------- | -------------------------- | -------------------------- |
| 2005-2006 | アレクサンドレ・プレマット | ヨス・フェルスタッペン     |
| 2006-2007 | ニコ・ヒュルケンベルグ     | ニコ・ヒュルケンベルグ     |
| 2007-2008 | ロバート・ウィキンス       | ニール・ジャニ             |